# VIP (programa de televisión)
VIP (siglas de la expresión inglesa Very Important Person, traducidas al español como Persona Muy Importante) fue un concurso de televisión español emitido por Telecinco entre el 5 de marzo de 1990 y el 10 de diciembre de 1992.

## Mecánica del programa
El concurso se fundamenta en las reglas del célebre juego de Tres en raya. El tablero era sustituido por un panel-escenario con nueve casillas-balcones en cada una de las cuales se situaba un personaje popular. Al personaje se le hacía una pregunta relacionada con su carrera profesional o con alguna anécdota personal y el concursante debía acertar si la respuesta que el personaje daba era verdadera o falsa. Si acertaba, marcaba esa casilla con su símbolo (cada concursante tenía uno de los típicos símbolos de las tres en raya, el O y la X) y si fallaba, se marcaba con el símbolo del contrincante. Se obtenía premio por cada acierto y un premio de mayor cuantía cada vez que se conseguía tres en raya.
Su precedente televisivo es el concurso norteamericano Hollywood Squares, emitido por la cadena NBC entre 1965 y 1982.
El espacio contaba con un patrocinador imaginario, Cacao Maravillao, presentado mediante un cuarteto de brasileñas (bautizadas, precisamente como Las Cacao Maravillao) que al ritmo de una coreografía entonaban la tonada compuesta por el italiano Renzo Arbore, en su título original Cacao Meravigliao.

## Formatos
Desde un primer momento, se emitió una entrega diaria del concurso con el nombre de VIP, también conocida como VIP Tarde, que se programaba de lunes a viernes a mediodía con una duración de media hora y una edición nocturna para la noche de los sábados, de mayor duración y con actuaciones musicales que se llamó VIP Noche.
En el verano de 1990 el programa se grabó en la localidad costera de Marbella y pasó a llamarse VIP Mar, siendo esta la primera versión presentada por Emilio Aragón.
Desde septiembre de ese mismo año comenzó a emitirse además, una edición infantil llamada VIP Guay para la tarde los sábados.
A partir de abril de 1991 desapareció VIP y la única versión diaria fue la infantil, VIP Noche pasó a los domingos y se estrenó VIP Corazón, con preguntas basadas en la prensa rosa.

## Presentadores
En una primera etapa fue presentado por el ventrílocuo José Luis Moreno, acompañado por Belén Rueda como azafata del programa. 
En julio, con el estreno de VIP Mar, Emilio Aragón sustituyó a Moreno en las tareas de presentación. Se hizo cargo de los tres formatos VIP, VIP Noche (con Belén Rueda) y VIP Guay. Durante esta segunda etapa, el espacio contaba con el humor de Emilio Aragón y Miguel Ángel Rodríguez de los Santos. Por otra lado, en Vip Noche se incorporaron Loreto Valverde como copresentadora y Carmen Russo como vedette.
En el caso de VIP Noche y VIP Corazón, desde junio de 1991, Rueda fue sustituida por la modelo Mar Flores. Tras el verano, Belén Rueda regresaba al programa. En octubre de 1991, durante seis meses, la cantante y actriz mexicana Thalía fue la vedete del programa. Su presencia es muy recordada y durante los seis meses en los que estuvo en el show fue un imán para atraer a la audiencia. Durante su participación, cantó temas de sus dos primeros discos y protagonizó numerosas versiones musicales de canciones conocidas, que iban desde New York, New York, Las flechas del amor de Karina y Un sorbito de champagne de Los Brincos a temas de Grease, Marilyn Monroe o Pretty Woman de Roy Orbison. La sustituta de Thalía en abril de 1992 fue la exótica modelo y vedette Cannelle Viranin.
En cuanto a VIP Guay, en la temporada 1990-1991, Aragón estuvo acompañado por las niñas Ana Chávarri y Raquel Carrillo, que fueron sustituidas en 1991-1992 por Tito Augusto y Lara de Miguel. En esta misma temporada se incorporaba Antonio Mateo en el papel de "Manito", ficticio hermano pequeño del tristemente fallecido Mané. Desde enero de 1992 hasta su cancelación, la presentación de VIP Guay corrió a cargo del cómico Pepe Viyuela. El espacio contaba también con el humor de Juan Carlos Martín, en el papel de Benavides.
En el verano de 1992, Aragón y Rueda abandonaron Telecinco al ser contratados por Antena 3. Tras el verano VIP Noche (no así, VIP Guay), reinició sus emisiones el 13 de octubre conducido por Juan Luis Cano, Jaime Barella, Guillermo Fesser, Arancha del Sol y la italo-americana Heather Parisi, bajo el título de VIP 93. Sin embargo, el 10 de diciembre se emitió el último programa, al haber perdido en esa última etapa más de un millón de espectadores.

## Audiencia
En 1990 llegó a alcanzar el 21% de cuota de pantalla (verano de 1990) y en enero de 1992 en su versión nocturna alcanzaba el 25,3%.

## Premios
- 1990:

Dos TP de Oro, uno para VIP Guay como Mejor Programa Infantil y otro para Emilio Aragón como Mejor Presentador.
Premio Ondas al Mejor Presentador para Emilio Aragón.
Antena de Oro al Mejor Presentador para Emilio Aragón.
- 1991

Dos TP de Oro, uno para VIP Noche al Mejor Programa y otro para Emilio Aragón al Mejor Presentador.
Premio Ondas como Mejor Programa.

## Versiones
En 2007, La Sexta emitió una nueva versión del programa con el título de Tres en raya, a cargo de Carolina Ferre. Sin embargo, los escasos índices de audiencia motivaron que el espacio fuese retirado de la parrilla tras la emisión de tan sólo dos programas. El 8 de enero, en su estreno, tuvo 301.000 (1,6%) y el 15 de enero, 240.000 (1,3%).

## Curiosidades
- Aragón, que procedía del concurso Saque bola, en Canal Sur, se convirtió en una auténtica celebridad nacional gracias al programa. Hasta el momento gozaba de cierta popularidad y se le reconocía sobre todo como el más pequeño de la saga de Los payasos de la tele. VIP le convirtió en una auténtica estrella mediática. Su particular estilo de presentación basado en la espontaneidad, el ingenio y dosis de humor blanco le granjeó las simpatías de amplios sectores de la audiencia. De 1987 a 1990, dirigió y presentó el programa de radio Chispa y humo junto a Miguel Ángel Rodríguez de los Santos, en Los 40 Principales. Aprovechó el éxito para lanzar su disco Te huelen los pies en la Navidad de 1990 y llegó a convertirse en el auténtico símbolo de la cadena. Especialmente popular se hizo el atuendo con que presentaba el programa: esmoquin negro y zapatillas deportivas blancas.

- Desde junio de 1991, Emilio Aragón asumió la dirección del programa, además de su presentación.

- VIP supuso la primera experiencia ante una cámara de la que luego sería reconocida como una de las actrices más destacadas del cine español, Belén Rueda, quien además conoció a través del programa a quien luego sería su pareja durante 14 años, el realizador Daniel Écija.

- Fue también la primera experiencia en televisión para la periodista Ana García Lozano, que trabajó en el programa como coordinadora.

- El programa emitido el 3 de mayo de 1992 contó con la presencia de los entonces conocidos actores norteamericanos Ian Ziering y Brian Austin Green, protagonistas de la serie Sensación de vivir.

## Invitados
Entre las celebridades que desfilaron por el panel del concurso, figuran:
- Mr. T.
- Marifé de Triana.
- Thalía.
- Raquel Revuelta.
- Dúo Sacapuntas.
- Las hermanas Hurtado.
- Loreto Valverde.
- Miguel Caiceo.
- Jesús Mariñas.
- Jaime de Mora y Aragón.
- Manolo Santana.
- Félix "El Gato".
- Natalia Estrada.
- Chicho Gordillo.
- Marta Valverde.
- Espartaco Santoni.
- Corín Tellado.
- Mirta Miller.
- Leticia Sabater.
- Miguel de los Santos.
- Enrique del Pozo.
- Sofía Mazagatos.
- Alfonso del Real.
- Carmen Rigalt.
- Jimmy Giménez-Arnau.
- Verónica Mengod.
- Paloma Cela.
- Emma Ozores.
- Paco Clavel.
- Manolo Codeso.
- Máximo Valverde.
- Faemino y Cansado.
- Elsa Anka.
- Emiliano Redondo.
- Goyo González.
- Mané.
- Alfonso Lussón.
- Jordi González.
- Guix i Murga.